# Otto Skorzeny
L'Obersturmbannfürer Otto Skorzeny (Viena, 12 de juny de 1908 - Madrid, 5 de juliol de 1975) va ser un enginyer i comando pertanyent a les Waffen-SS alemanyes durant la Segona Guerra Mundial. Juntament amb el Reinhard Heydrich, fou un dels homes més capacitats, si no el que més, de Hitler en temes de missions de comando, a més de ser respectat i temut pels seus subordinats. Després de la Guerra s'instal·là a Espanya, protegit pel règim del dictador Franco, on desenvolupà una intensa activitat política i de negocis amb empreses alemanyes, autoritats espanyoles i internacionals, així com activitats en favor de criminals de guerra nazis, de la Wehrmacht o les SS fugits com un dels principals organitzadors de l'associació d'antics SS "ODESSA".

### Segona Guerra Mundial
Expert en accions d'espionatge i sabotatge, era conegut pels aliats com Cara tallada a causa de les grans cicatrius que li solcaven les galtes. Es va fer famós pel rescat del dictador italià Benito Mussolini, així com per realitzar l'Operació Eiche, que li valgué el malnom de L'home més perillós d'Europa per part dels aliats. El 21 de desembre del 1944, les tropes que dirigia durant la batalla de les Ardenes van fracassar en el seu intent de reconquerir la ciutat belga de Malmedy.
Arran de la rendició alemanya el 1945, va ser empresonat però finalment alliberat sense càrrecs i posteriorment internat en un centre de desnazificació.

### Postguerra i Guerra Freda
Skorzeny va fugir a Espanya gràcies a l'ajuda d'un grup d'antics oficials de les SS, el 27 de juliol de 1948. Skorzeny es va establir a Madrid i va continuar treballant d'enginyer representant pròsperes companyies acereres alemanyes. Dugué a terme una intensa activitat política i de negocis a través d'una xarxa d'amistats fluida amb el govern espanyol, els seus generals, els generals de Hitler, dictadors sud-americans i grans empreses com Krupp, Thyssen i l'exportadora d'armes Merex, una tapadora dels serveis secrets alemanys en què treballaven, o col·laboraven, criminals de guerra teòricament buscats per la justícia.
A Espanya va ser ben tractat pel règim franquista: va gaudir de gran prestigi i popularitat en aquest règim a causa de les seves gestes a la guerra. Va viure plàcidament en un acomodat habitatge del Viso, Còrdova. Entre les seves amistats i relacions personals documentades amb cartes del seu arxiu hi hagué personalitats espanyoles com el periodista Víctor de la Serna, el ministre Manuel Fraga, ⁣l'empresari Antonio Garrigues Walker, o el diplomàtic Jorge Spottorno.
Durant aquests anys va ajudar presumptes criminals de guerra a escapar a Màlaga i Alacant a través de l'organització ODESSA, creada per antics membres de les SS.
Una carta de l'arxiu de Skorzeny revelà que El papa Pius XII va fer arribar el 1949 un "donatiu papal" per als "refugiats alemanys a Espanya", eufemisme dels nazis fugits acollits pel règim franquista.
A la dècada de 1950 va ser un fervent partidari de la creació d'un cos militar de caràcter feixista i anticomunista a Espanya, format per antics alemanys nacionalsocialistes refugiats sota la dictadura de Franco. Va ser recolzat i recolzat diplomàticament per un ex capellà alemany de la Legió Còndor i voluntari de la División Azul anomenat «padre Conrado», que va buscar el suport de la Santa Seu. El pla fou presentat a Franco, Muñoz Grandes, al cap de l'Estat Major Juan Vigón, al canceller alemany Konrad Adenauer i als exgenerals de la Wehrmacht Heinz Guderian, Hans von Manteuffel o Hans Speidel exgeneral nazi reconvertit després de la guerra en comandant suprem de les Forces Terrestres de l'OTAN a Europa central des del 1957 fins al 1963. Les autoritats de l'Alemanya Occidental estaven al corrent de les seves intencions. La justificació era la creació d'un Exèrcit de Reserva o integrat a l'Exèrcit espanyol sota el nom de «Legión Carlos V», davant d'una imminent (segons Skorzeny) Tercera Guerra Mundial contra el comunisme.
Al costat de contractistes americans, Skorzeny va participar en la construcció a Espanya les bases nord-americanes de Torrejón de Ardoz, Saragossa, Rota i Morón.
Skorzeny fou també assessor dels governs de l'Argentina i Egipte i el 1962 va ser reclutat pel Mossad per aconseguir informació sobre els científics que treballaven per a Egipte desenvolupant míssils i coets, a canvi d'immunitat per part del règim d'Israel per les seves activitats nazis. El Mossad va demanar també a Simon Wiesenthal que esborrés Skorzeny de la llista de criminals nazis buscats, però Wiesenthal s'hi negà.
Skorzeny va fundar el 1970 a Albufereta, Alacant, amb l'exagent nazi Gerhard Hartmut von Schubert a establir l'organització de mercenaris Grupo Paladin, conjuntament amb el nord-americà James Sanders, involucrada en diferents conflictes armats internacionals, que treballà per empreses com Cadbury Schweppes del Regne Unit o Rheinmetall, de la RFA, la dictadura de Salazar a Portugal, el règim dels Coronels de Grècia, dictadures llatinoamericanes i diversos grups d'ultradreta.
Durant els seus darrers anys Otto Skorzeny va viure a la localitat d'Alcúdia, a les illes Balears, morí a causa d'un càncer de pulmó a Madrid el 7 de juliol de 1975, a l'edat de 67 anys i fou un nazi convençut fins al mateix dia de la seva mort. El seu cos va ser incinerat a Madrid i l'urna amb les restes va ser portada per Alemanya fins a Àustria, fent etapes on hi va haver actes commemoratius per part de neonazis de tot Europa. Les seves restes van ser inhumades al panteó de la seva família a Viena, capital d'Àustria i ciutat on va néixer.
El 2011 es va subhastar l'arxiu de Skorzeny, heretat per la seva dona Ilse.